# Havraň (hradiště)
Havraň (též Na Hradě nebo Na Zámku) je raně středověké hradiště a zaniklá vrcholně středověká tvrz u obce Vestec v okrese Nymburk. Nachází se na levém břehu Mrliny v nadmořské výšce okolo 190 metrů asi 2,5 kilometru jihozápadně od vesnice.

## Historie
Nalezená keramika umožnila datovat dobu osídlení hradiště zejména do dvanáctého století. Ve vrcholném středověku vznikla na ploše hradiště tvrz. Podle Tomáše Šimka se hradiště po vyvraždění Vršovců roku 1108 stalo centrem hradské správy a zpustlo po založení poděbradského hradu.
Název Havraň hradiště získalo až v devatenáctém století, kdy se v jeho prostoru nacházela stejnojmenná bažantnice zrušená v roce 1878. Poblíž stávala myslivna, která potom byla upravena na hospodářský dvůr Havransko. Ve stejné době byly rozkopány valy hradiště i mladšího tvrziště a získaným materiálem zasypány příkopy. K dalšímu poškození pozůstatků hradiště došlo při úpravách toku Mrliny na přelomu devatenáctého a dvacátého století a v letech 1911–1912, kdy byl zničen val nad řekou.
Tvrz si v prostoru staršího hradiště založili příslušníci rodu Švábů z Jikve, kteří panství získali po Bernartovi z Havraně připomínaném roku 1375. První písemná zmínka o ní pochází z roku 1495. V té době již Švábům nepatřila, protože v době vlády krále Jiřího z Poděbrad se jejím majitelem stal Čeněk Dašický z Barchova. Roku 1492 poděbradské panství zdědil i s Havraní zdědil kníže Jindřich I. Starší. O tři roky později jeho synové panství prodali králi Vladislavovi Jagellonskému a od něj ji nejpozději roku 1503 získalo město Nymburk. Když si roku 1543 nechalo město Havraň zapsat do desk zemských, tvrz se uváděla již jako pustá.

## Stavební podoba

### Hradiště
Blatné hradiště mělo rozlohu asi čtyři hektary. Jeho ochranu zajišťovala ramena Mrliny, na jižní a jihovýchodní straně také Velenický a Netřebický potok a také hradba, ze které se do devatenáctého století dochovaly jeden až dva metry vysoké valy. Jediným částečně dochovaným pozůstatkem hradiště je příkop na jihovýchodní straně a nízká terénní vlna severně od něj.

### Tvrz
Tvrziště, které se dochovalo až do devatenáctého století, mívalo oválný půdorys. Jižní a východní stranu chránil val a příkop staršího hradiště, a podobné opevnění bylo vybudováno i na zbývajících stranách. Hlavní budova tvrze měla čtvercový půdorys a byla postavená z opuky.